# Thúy Nga (diễn viên)
Trần Thị Thúy Nga (sinh ngày 5 tháng 8 năm 1976), thường được biết đến với nghệ danh Thúy Nga, là một nữ diễn viên, nghệ sĩ hài kiêm Á hậu người Việt Nam.
Với 30 năm trong nghề, Thúy Nga đã gặt hái được cho mình nhiều giải thưởng như: Huy Chương Vàng Liên hoan Sân khấu Hài kịch, Cù Nèo Vàng, Giải Mai Vàng, Giải Nụ cười Vàng, Giải HTV Awards, Nữ diễn viên được yêu thích ở nhiều hạng mục hài kịch và các giải khác.

## Tiểu sử
Cuối những năm 1990, đầu những năm 2000, Thúy Nga vẫn là một diễn viên hài vô danh, chạy show được ngày nào hay ngày đó, lúc nào cũng phải ăn hôm nay lo ngày mai, bộn bề với đủ các thứ chuyện cơm áo gạo tiền. Nhưng chỉ một vài năm sau đó, Thúy Nga đã nhanh chóng trở thành một cây hài đình đám trên sân khấu hài miền Nam, đặc biệt là sau vai diễn bà già bán khoai nướng đã “chết danh” Thúy Nga trong cuộc đời sự nghiệp của mình và gặt hái được cho mình nhiều giải thưởng như: Cù Nèo Vàng, Giải Mai Vàng, Nụ cười Vàng, HTV Awards lần 4, Nữ diễn viên được yêu thích nhất ở nhiều hạng mục. Đặc biệt là Huy Chương Vàng Liên hoan Sân khấu Hài kịch.

## Đời tư
Cô kết hôn với Nguyễn Văn Nam vào ngày 10 tháng 1 năm 2010 lúc 10 giờ 10 phút tại trung tâm hội nghị White Palace. Đám cưới được nhiều sự quan tâm của dư luận do nhiều trò "vui, mới, lạ" của cô cũng như các khách mời nổi tiếng trong lễ cưới. Cô cùng chồng sang Mỹ định cư và có con (Nguyệt Cát) vào năm 2011. Tuy nhiên, cuộc hôn nhân của cô với chồng đã đổ vỡ.

## Sự nghiệp
Gần đây, Thúy Nga còn được biết với vai trò MC trong chương trình: Sắc màu ẩm thực, Hội ngộ danh hài, MC khách mời trong Tâm điểm hôm nay – Ghế nóng (HTV9), Gõ cửa thăm nhà sao, Vợ chồng son (chương trình truyền hình) phiên bản tại Mỹ…

## Danh sách tiểu phẩm hài

### Các DVD tiêu biểu
| 1. Mối tình lương chúc 2. Nhac tuong 3. Một chọi một 4. Chúc tết 5. Xuân nào em có chồng 6. Đêm tân hồn 7. Ôsin là ông nội 8. Cái bẫy 9. Thánh tán gái kinh điển 10. Thầy trò bá đạo 1. Mắt nai cha cha 2. Chuyện tình U60 3. Moi tim 4. Già dê sụp hố 5. Tơ hồng 6. Hầu bàn 7. Trong rạp xiếc 8. Tuyển vợ 9. Hối lộ 10. Con Bảy đưa đò 1. Mẹ đây con 2. Xe ôm 3. Taxi 4. Gặp lại người thương 5. Phong cách ngôi sao 6. Sống thật 7. Đôi mắt người thương 8. 3 cái bánh 9. Đúng 3 giờ 10. Cha vợ ác nhất hành tinh 1. Thằng lãng tai 2. Thị Hến nổi ghen 3. Bà già lắm chiu 4. Chuyện tô cháo lòng 5. Chúc tết vui vẻ 6. Săn tình 7. Vỡ mộng 8. Cửa sai 9. Cô gái bán hoa 10. Se duyên mùa xuân 1. Thần tài đây con 2. Bà già cô liêu 3. Vợ thằng đậu sinh con 4. Kén vợ 5. Thần đồng 6. Mẹ yêu 7. Đón xuân vui vẻ 8. Vua đầu bếp 9. Song tấu 10. Gái miệt vườn 1. Ngày Xuân Vui Cưới 2. Thiên Duyên Tiền Định 3. Đám Cưới Trên Đường Quê 4. Ông Xã Em Number One 5. Đám Cưới Tụi Mình 1. Hài Tết này em thoát ế 2. MV ca nhạc hài Tết này em thoát ế 3. Behind the scene | 1. Chú Thông kén rể 2. Siêu dê gái 3. Lỗi lầm 4. Tuổi hồi xuân 5. Nữ hoàng nhạc Rock 6. Keo kiệt 7. Vợ thằng Đậu lên tỉnh 1. Thiên hạ đệ nhất ngu 2. Không đồng đều 3. Thịt chó không ăn được 4. Đi tìm người mẫu 5. Tài xế cho em 6. Đen hơn cà phê 7. 5 con mèo nhí 1. Mơ làm ca sĩ 2. Thằng Bờm 3. Rồi anh cũng về 4. Ngày xuân vui cưới 5. Xứng lứa vừa đôi 6. Ngày xuất giá 7. Sông quê rước dâu 8. Sàn diễn giữa đường 9. Món quà Tất niên 10. Chuyện tình yêu 1. Pháp Hoa Kinh - Cùng với Liêng Kiến Quang 2. Duyên tình 3. Nơi Quê Xưa 4. Túp lều lý tưởng - Cùng với Hoài Linh 5. Về Với Hậu Giang 6. Ông xã em number one - Cùng với Trấn Thành 7. Quê hương ba miền 8. Có nghĩa gì đâu - Cùng với Thanh Bạch 9. Thằng Bờm 10. Câu chuyện đầu năm 1. Ông Bảy thầy pháp 2. Rồi anh sẽ về 3. Dạy con 4. Ôm xe 5. Sài Gòn 2 mùa mưa nắng 6. Mẹ vợ sành điệu 7. Hai chàng tuổi dê 8. Làng nhảy 2 9. Tương kế tựu kế 10. Thằng ba que 11. Chuyện tình chàng họa sĩ 12. Mắt nai cha cha cha 13. Video clip hài Ước gì? 14. Cơn lốc điện thoại - DVD: Mẹ từ bi (CD Nhạc Phật) - DVD: Giải oan Thị Mầu - DVD: Chuyện tình làng Vũ Đại - DVD: Ông Tư Cổ Cò - DVD: Em và ngôi sao - DVD: Liveshow Xin lỗi, Em chỉ là con quỷ |

|  |  |

### Vở hài[6][7]
| - Tam sao thất bản - 50 năm Bảo Quốc vui cười cùng sân khấu - Dân chơi hàng mướn - Liveshow Chí Tài Comedian 2008 - Quà cưới cuối năm - DVD: Thằng Gù nhà thờ Đức Bà - Sức khỏe mong manh - DVD: Thằng Gù nhà thờ Đức Bà - Bà ngoại thời @ - DVD: Trấn Thành và những người bạn - Cùng chúc tân xuân - Đại hội cười & Ca nhạc tiếu vương hội - Chồng nấu vợ khen - DVD: Bài Hit&Ca Sĩ - Now 5 - Cháo thịt bằm hạt sen - DVD: Bài Hit&Ca Sĩ - Now 5 - Già dê sụp hố - DVD: Vệ thám Rạch Giá - Vợ chồng thằng Đậu bây giờ - Show: Thương nhớ Nha Trang - Tùy gia - DVD: Bốn mùa ở Sài Gòn nhỏ - Thằng ba que - DVD: Làng nhảy 2 - Làng nhảy 2 - DVD: Làng nhảy 2 - Phóng sự cho mùa mưa - DVD: Gala cười Volume 2 - Cha nào con nấy - DVD: Gala cười Volume 3 - Xuân nào em có chồng - DVD: Gala cười Volume 7 - Cô hàng xóm - Cái duyên thị Mầu - Cái máy Nói - DVD: Cái máy nói - Lô tô thi tài - DVD: Nụ cười Tấn Beo - Hoa hậu toàn cầu - Show: Miss Vietnam Global 2007 - Của tôi mà - DVD: Tư Ếch nằm mơ - Võ Tòng gặp nạn - DVD: 108 Anh hùng lương sơn bạc - Dong tong giang - DVD: 108 Anh hùng lương sơn bạc - Mẹ đây còn sống - DVD: Tình xót xa thôi - Con thằng Đậu - Show: Ca nhạc hội Về miền Tây - Mong đợi ngậm ngùi - Show&DVD: Vườn xuân nghệ sĩ - Chảnh - Show: Thương nhớ Bạc Liêu - Thằng Bờm cưới vợ - DVD: Thằng Bờm cưới vợ - Đầu năm vui cưới - DVD: Khúc tình xuân - Thằng vô duyên đi chúc tết - DVD: Hát ru mùa xuân 5 - Vợ thằng Còng đi kiện - DVD: Vợ thằng Còng đi kiện - Gieo quẻ đầu năm -DVD: Tấu hài 33 - Mùa xuân sang - DVD: Xuân huyền thoại - Hoa hậu 3 miền - DVD: Tình yêu muôn thuở - Tương Kế Tựu Kế - DVD: Cười với Tấn Beo Tư Xỉn xông nhà - Hai chàng tuổi dê - DVD: Cười với Tấn Beo Tư Xỉn xông nhà - Đi tìm nhân tài - DVD: Đi tìm nhân tài - Gái nhảy 1,2,3 - DVD: Gái nhảy 1,2,3 - Giao quẻ đầu xuân - DVD: Giao quẻ đầu xuân - Cùng rước nắng xuân - DVD: Giao quẻ đầu xuân - Bà Tư bà Tám - DVD: Lô tô thi tài - Dạy con - DVD: Nụ cười vàng - Vợ chồng thằng đậu và cây đèn thần - DVD: Tìm vợ - Vợ chồng thằng Đậu và cây đèn dầu - DVD: Chuyện tình làng Vũ Đại - Thi hoa hậu - Liveshow: Mr.Đàm in USA (Cùng Trấn Thành) - Rau nào sâu nấy - Danh hài Phú Quý Liveshow: Đời vui! Phú Quý Vui! - Mẹ yêu - Liveshow Hồng Nga: 48 năm Nụ cười và Nước mắt - Hôn môi xa - Liveshow Đan Trường 10 năm 1 chặng đường - Mơ làm ca sĩ - DVD: Tấn Beo về làng - Sui gia chúc tết - DVD: Sui gia chúc tết - Về quê ăn tết - DVD: Sui gia chúc tết | - Xuất hành đầu năm - DVD: Tết với Nguyễn Huy - Tưởng chắc ăn rồi - DVD: Cười với Nguyễn Huy 2 - Cương thi đại pháp - DVD: Cười với Nguyễn Huy 4 - Thần đồng hiểu chưa - DVD: Cười với Nguyễn Huy 5 - Chưa chắc đâu ba - DVD: Duyên nợ ba đời - Trò hay cô - DVD: Hết nói chồng tui - Thần tài gỡ cửa - DVD: Thần tài gõ cửa - Cái duyên thị Mầu - DVD: Thần tài gõ cửa - Người hoài cổ - DVD: Tình quê - Chuyện Osin - Show: Về miền Tây 3 - Má mì -DVD: Kiều Oanh thích cười - Hầu bàn - Show: Hướng về miền Trung - Cương thi thiếu nợ - Show: Hướng về miền Trung - Một chọi một - Show: Ca nhạc hội về miền Tây 2 - Lấy chồng đi con - Show&DVD: Mẹ tôi và em - Chọn dâu - Show&DVD: Mẹ tôi và em - Nàng sen - Show: Duyên dáng Việt Nam đặc biệt Hoa sen và Em - Thử chồng - DVD: Thử chồng - Vé số 10.000.000 đồng - DVD: Thử chồng - Cưới vợ thời nay - DVD: Thử chồng - Mơ làm dâu xứ lạ - DVD: Mơ làm dâu xứ lạ - Ngao sò ốc hến - DVD: Mơ làm dâu xứ lạ - Vô mánh - DVD: Mơ làm dâu xứ lạ - Sập bẫy - Show: Duyên dáng Việt Nam 13 - Lọ lem thời nay- DVD: Kiều Oanh Volume 1 - Lan và Điệp - DVD: Kiều Oanh Volume1 - Ai vô duyên hơn - DVD: Kiều Oanh Volume 2 - Đối chất - DVD: Kiều Oanh Volume 2 - Nỗi lòng đão điên - DVD: Nỗi lòng đảo điên - Hoa cỏ lá - DVD: Nỗi lòng đảo điên - Chuyện bên đường - DVD: Tờ 100 Dollars - Cha nuôi - DVD: Tiếng sét giữa đường - Tiếng sét giữa đường - DVD: Tiếng sét giữa đường - Ông bà trăm tuổi - DVD: Ông bà trăm tuổi - Chúc xuân vui vẻ - DVD: Men rượu đầu xuân - Những tấm thiệp xuân - Show&DVD: Tình xuân 11 Giấc mơ mùa xuân - Hai lúa xuống núi - DVD: Hai lửa xuống núi - Điệp ơi đừng bỏ Lan - DVD: Chú Cuội Hằng Nga - Mẹ vợ sành điệu - DVD: Cười mệt nghỉ 2 - Dạy con - DVD: Cười mệt nghỉ 2 - Treo cẳng ngống - DVD: Treo cẳng ngống - Nội ơi đừng ly dị - DVD: Nội ơi đừng ly dị - Duyên quê - DVD: Duyên quê - Duyên kỳ ngộ - DVD: Nghe Casscadeur - Thần tượng ảo - Liveshow: Lê Tín in USA - Chuyện không ngờ - Show: Xuân phát tài - Hot boy gặp hot girl - Show: Nụ cười vàng (Tết vạn lộc) - Chảnh - DVD: Thúy Nga & Việt Hương - Kén rể - Show: Đại hội cười & ca nhạc tiếu vương hội - Ôi ông Thiên Lôi - Sân khấu hài - Cầu may - Sân khấu hài - Tam sao thất bổn - Sân khấu hài - Cái nết đánh chết cái đẹp - Mẹ còn nồi cháo gà - Chuyện tô cháo lòng - Lâm Sanh Xuân Hương - Chuyện chị chuyện tôi - Cơn lốc điện thoại - Mộng mị giữa ban ngày - Chàng ngốc may mắn - Chuyện chị chuyện tôi - Về quê ăn tết - Mùa xuân sân ga |

- Và nhiều tiểu phẩm khác

### Gala Cười(Gặp nhau cuối tuần)
| STT | Tiểu phẩm                                            | Năm  | Cùng với                                     |
| --- | ---------------------------------------------------- | ---- | -------------------------------------------- |
| 1   | Dạy con                                              | 2003 | Hồng Vân                                     |
| 2   | Mẹ vợ sành điệu                                      | 2003 | Quốc Thuận                                   |
| 3   | Ước gì (Mỹ Tâm)                                      | 2004 | Quốc Thuận                                   |
| 4   | Cô Gái Bán Khoai Nướng                               | 2004 | Quốc Thuận, Minh Dũng                        |
| 5   | Ôm Xe                                                | 2005 | Quốc Thuận                                   |
| 6   | Cha nào con nấy                                      | 2005 | Phú Quý, Văn Ruy, Kim Huyền và Lý Thanh Thảo |
| 7   | Titanic                                              | 2006 | Tất cả nghệ sĩ từng tham gia Gala            |
| 8   | Chuyện tình Romeo và Juliet (Gala Gặp nhau cuối năm) | 2008 | Anh Vũ                                       |
| 9   | Hoa hậu toàn cầu                                     | 2012 | Minh Dũng và Thanh Duy                       |
| 10  | Bà ngoại thời @                                      | 2013 | Hiếu Hiền, Đức Thịnh, Diễm Hương,            |
| 11  | Món nợ khó đòi                                       | 2017 | Hoàng Sơn, Hoàng Linh và Xuân Nghị           |

### Góp mặt trong dự án củaHoài Linh
| Thể loại | Tên                             | Vở kịch                  |
| -------- | ------------------------------- | ------------------------ |
| Liveshow | Ngũ long công chúa              | Vụ án thế kỷ             |
| Liveshow | Ngũ long công chúa              | Chuyện tình chàng họa sĩ |
| Liveshow | Hoài Linh và những người bạn    | Tấm thiệp đầu xuân       |
| Liveshow | Hoài Linh và những người bạn    | Thi hoa hậu              |
| Liveshow | Liveshow 2 - Ba điều ước        | Xe ôm, ôm xe             |
| Liveshow | Bí mật - Bị mất - Bật mí        | Ghen                     |
| Liveshow | Những tên cướp biển vùng Caribe | Chuyện xứ người          |
| Liveshow | Ru lại câu hò                   | Đánh ghen                |
| DVD      | Mẹ chồng nàng dâu               | Rồi em cũng về           |
| DVD      | Hoài Linh Một nỗi niềm          | Hình như là ba           |
| DVD      | Nụ cười Hoài Linh               | Bùa yêu                  |
| DVD      | Nụ cười Hoài Linh               | Cá độ                    |
| DVD      | Nụ cười Hoài Linh               | Nọc rắn                  |
| DVD      | Cười với Hoài Linh 2            | Ghen                     |
| DVD      | Cười với Hoài Linh 3            | Nàng sen                 |
| DVD      | Cười với Hoài Linh 4            | Hạnh phúc gia đình       |
| DVD      | Cười với Hoài Linh 4            | Hiểu lầm                 |
| DVD      | Cười với Hoài Linh 5            | Đánh ghen                |
| DVD      | Cười với Hoài Linh 5            | Mẹ yêu                   |
| DVD      | Cười với Hoài Linh 7            | Đi tìm người mẫu         |
| DVD      | Cười với Hoài Linh 7            | Rồi anh cũng về          |
| DVD      | Cười với Hoài Linh 9            | Đời nghệ sĩ              |
| DVD      | Cười với Hoài Linh 15           | Ba Bống thời nay         |
| DVD      | Cười với Hoài Linh 16           | Tương tư nàng ca sĩ      |
| DVD      | Cười với Hoài Linh 21           | Mơ làm ngôi sao          |
| DVD      | Cười với Hoài Linh 21           | Tài xế cho em            |
| DVD      | Cười với Hoài Linh 23           | Thị Mầu                  |
| DVD      | Cười với Hoài Linh 23           | Dở hơi cám lợn           |
| DVD      | Cười với Hoài Linh 30           | Học nghề                 |
| DVD      | Tình quê                        | Người hoài cổ            |

### Blue Ocean
- Mơ Làm Ngôi Sao (Vườn hoa âm nhạc và tiếng cười 1)
- Ai là numberone (Vườn hoa âm nhạc và tiếng cười 2)
- Duyên nợ (Vườn hoa âm nhạc và tiếng cười 5)
- Lộn hàng (Vườn hoa âm nhạc và tiếng cười 7)
- Cá độ (Đại hội các danh hài 2)
- Sân ga mùa xuân (Đại hội các danh hài 2)
- Đêm tân hôn (Đại hội các danh hài 3)
- Ai là bạn tốt (Đại hội các danh hài 3)
- Nhà báo ơi! Em muốn làm ca sĩ (Đại hội các danh hài 7)
- Thần tượng và fan (Đại hội các danh hài 9)
- Tình yêu vỗ cánh (Đại hội các danh hài 10)
- Cung chúc tân xuân (Đại hội cười & ca nhạc tiếu vương hội)
- Tứ đại mỹ nhân (DVD Blue Ocean)
- Gái miệt vường (DVD Blue Ocean)
- Cha nào con nấy (DVD Blue Ocean)
- Đi tìm nhân tài (DVD Blue Ocean)
- Chàng vú em (DVD Blue Ocean)
- Mẹ còn nồi cháo gà (DVD Blue Ocean)
- Chuyện chị chuyện tôi (DVD Blue Ocean)
- Nối lại tình xưa (DVD Blue Ocean)

### Các tiểu phẩm tại Gameshow
| - Phần 1: Tôi - Thời thanh xuân - Phần 2: Bối cảnh: Tiệc sinh nhật - Phần 3: Tôi - Sau thanh xuân - Tết gặp nhau sum vầy - Gặp nhau là tết - Táo quân 2020 với HTV - Trộm chó - Quan Trạng về làng - Người rừng bị trục xuất - Trai đẹp bị trục xuất - Ở đậu rầu hơn ở đợ - Nhìn là chém - Ngả nghiêng - Thót bàn - Kén rể - Sợ chó - Tình yêu đôi đũa lệch - Vụ án chia tay đòi quà - Văn hoá dân nhậu - Xóm tự túc - Bạch Lùn và 3 cô Tiết - Quà cưới cuối năm - Sức khỏe mong manh - Ngày đàn ông vùng lên - Chiêu trò kinh doanh - Osin - Ước gì - Thật thà vô tâm - Hoa hậu dở hơi (cùng với Trấn Thành) | - Đại gia dỏm - Đã nghèo còn mắc cái eo - Nhị đổ tường - Idol dỏm - Tin nhắn khủng bố - Cưới vợ cho con - Bánh mỳ ôm - Cổ tích thời nay - Lu bể lu lành - Chuyên án kỳ cục - Ngày hội thiếu nhi - Cười lên nào - Ông già Noel - Những con người kỳ quặc - Bà già Noel - Hạt giống kỳ lạ - Ước mơ đổi đời - Xóm cây dừa - Cười là thua - Câu gái - Cưới vợ dưới quê - Anh chồng ghen - Cảnh ngộ - Ông chồng ghẻ - Thiên duyên tiền định - Sông quê - Tấm có tội không? – Thắm - Bí mật Phán Quan – Quỳnh Lan |

## Danh sách kịch

### Kịch nói
| Vở kịch                        | Ghi chú              | Vai diễn           |
| ------------------------------ | -------------------- | ------------------ |
| Loạt kịch: Trong nhà ngoài phố | Kịch truyền hình     |                    |
| Lá chúc thư                    | Nhà hát kịch Sài Gòn |                    |
| 3 Cái bánh                     | Nhà hát kịch Sài Gòn |                    |
| Trương Ngáo mua tượng          | Nhà hát kịch Sài Gòn | vai Liễu Thị       |
| Những ông con                  | Nhà hát kịch Sài Gòn | vai chị Năm        |
| Tung cánh Phượng Hồng          | Nhà hát kịch Sài Gòn |                    |
| Phù Đổng Thiên Vương           | Nhà hát kịch Sài Gòn |                    |
| Con Bẩy đưa đò                 | Nhà hát kịch Sài Gòn |                    |
| Mẹ yêu                         | Nhà hát kịch Sài Gòn |                    |
| Bản chúc thư                   | Kịch Phú Nhuận       | vai Lành           |
| Osin                           | Kịch Phú Nhuận       |                    |
| Số đỏ                          | Kịch Phú Nhuận       | vai bà cụ Hồng     |
| Nàng sen                       | Kịch Phú Nhuận       |                    |
| Tiệm may âu hóa                | Kịch Phú Nhuận       |                    |
| Bóng đá ơi bóng đá             | Kịch Phú Nhuận       |                    |
| Cậu Tèo về nước                | Kịch Phú Nhuận       |                    |
| Vạn phước gia                  | Kịch Phú Nhuận       |                    |
| Cười giùm                      | Kịch Phú Nhuận       | vai Vân            |
| Tiền                           | Kịch Phú Nhuận       |                    |
| Trâu đực trâu cái              | Kịch Phú Nhuận       |                    |
| Mẹ và người tình               | Kịch Phú Nhuận       | vai Thu            |
| Kỹ nghệ lấy Tây                | Kịch Phú Nhuận       | vai Duyên vẩu      |
| Những cô gái đẹp               | Kịch Phú Nhuận       |                    |
| Cô gái ăn cắp                  | Kịch Phú Nhuận       |                    |
| Đại gia có số có má            | Kịch Phú Nhuận       |                    |
| Bản chúc thư                   | Kịch Phú Nhuận       | vai Lành           |
| Nhiệm vụ bất khả thi           | Kịch Phú Nhuận       | vai Cô chủ nhà trọ |
| Vợ khôn dạy chồng dại          | Kịch Phú Nhuận       |                    |
| Bóng ma                        | Kịch Phú Nhuận       |                    |
| Vợ chồng Lười                  | Kịch Phú Nhuận       | vai Liễu Thị       |
| Cha con một sách               | Kịch Phú Nhuận       |                    |
| Cậu Tèo về nước                | Kịch Phú Nhuận       |                    |
| Thiên thần gõ cửa              | Kịch Phú Nhuận       |                    |
| Xóm thượng                     | Kịch Phú Nhuận       |                    |
| Chuyện tình chàng họa sĩ       | Kịch Phú Nhuận       |                    |
| Làng nhảy 2                    | Kịch Phú Nhuận       |                    |
| Cha nào con nấy                | Kịch Phú Nhuận       | vai bà Cả          |
| Nàng út ống tre                | Kịch Phú Nhuận       | vai Quan đại thần  |
| Em và ngôi sao                 | Kịch Phú Nhuận       | vai Xeo            |
| Vụ án thế kỷ                   | Kịch Phú Nhuận       |                    |
| Tiền ơi tiền                   | Kịch Phú Nhuận       |                    |
| Trong nhà ngoài phố            | Kịch Phú Nhuận       |                    |

- Và nhiều vở kịch nói khác

### Cải lương[12]
| STT | Vở cải lương         | Cùng với                                                   |
| --- | -------------------- | ---------------------------------------------------------- |
| 1   | Rước dâu miệt vườn   | NSƯT Kim Tử Long                                           |
| 2   | Phù Đổng Thiên Vương | NSƯT Thoại Mỹ, NS Bạch Long, Đào Đức, bé Nguyễn Huy        |
| 3   | Cô Hai bánh tiêu     | NSƯT Bảo Quốc, Hồng Vân, Bảo Chung, Kiều Oanh              |
| 4   | Cô Đào tưng tửng     | Hồng Tơ, Kiều Oanh, Thái Hòa (diễn viên), Phi Bảo, Gia Bảo |
| 5   | Làm dâu xứ lạ        |                                                            |

## Ca khúc thể hiện
| STT | Ca khúc                                 | Ghi chú                                                          |
| --- | --------------------------------------- | ---------------------------------------------------------------- |
| 1   | Pháp Hoa Kinh                           | cùng với Liêng Kiến Quang                                        |
| 2   | Duyên tình                              |                                                                  |
| 3   | Nơi quê xưa                             |                                                                  |
| 4   | Túp lều lý tưởng                        | cùng với Hoài Linh                                               |
| 5   | Có nghĩa gì đâu                         | cùng với Thanh Bạch                                              |
| 6   | Quê hương ba miền                       |                                                                  |
| 7   | Về với Hậu Giang                        |                                                                  |
| 8   | Ông xã em number one                    | cùng với Trấn Thành                                              |
| 9   | Thằng Bờm                               |                                                                  |
| 10  | Chúc xuân                               | cùng với Việt Hương và Bé Tí                                     |
| 11  | Cho con                                 |                                                                  |
| 12  | Vượt qua cuộc sống thật (Phụ nữ ước gì) | MV                                                               |
| 13  | Anh thì không                           |                                                                  |
| 14  | Ông xã em number one                    | cùng với Hứa Minh Đạt                                            |
| 15  | Đám cưới tụi mình                       | cùng với Tấn Beo                                                 |
| 16  | Đám cưới trên đường quê                 | cùng với Minh Nhí                                                |
| 17  | Thiên duyên tuyền định                  | cùng với Chí Tài                                                 |
| 18  | Ngày xuân vui cưới                      | cùng với Bảo Chung                                               |
| 19  | Ước gì (Mỹ Tâm)                         |                                                                  |
| 20  | Đâu chỉ riêng em (Mỹ Tâm)               | MV Parody                                                        |
| 21  | Câu chuyện đầu năm                      |                                                                  |
| 22  | Phù Đổng Thiên Vương                    | cùng với Thoại Mỹ                                                |
| 23  | Mẹ yêu con                              |                                                                  |
| 24  | Xuân đã về                              | cùng với Hoài Linh, Chí Tài, Trường Giang, Khởi My, Hứa Minh Đạt |
| 25  | Ra giêng anh cưới em                    | cùng với Hoài Linh                                               |
| 26  | Chân quê                                | cùng với Anh Vũ                                                  |
| 27  | Tung cánh Phượng Hồng                   |                                                                  |
| 28  | Sông quê rước dâu                       | CD nhạc hài                                                      |
| 29  | Ngại ngùng                              |                                                                  |
| 30  | Tết này em thoát ế                      | MV (Chiếu trên Youtube của Thúy Nga)                             |
| 31  | Mẹ từ bi                                | MV (Chiếu trên Youtube của Thúy Nga)                             |
| 32  | Hoa nở không màu                        | MV Cover                                                         |
| 33  | Buồn làm chi anh ơi                     | MV Cover                                                         |
| 34  | Mắt nai ơi                              | MV Cover                                                         |
| 35  | Xuân này con không về                   |                                                                  |
| 36  | Hôn môi xa                              | cùng với Đan Trường, Anh Vũ, Việt Hương                          |
| 37  | Rồi anh cũng về                         | cùng Hoài Linh                                                   |

## Chương trình truyền hình
| Năm              | Chương trình                              | Vai trò                 | Kênh  | Ghi chú                         |
| ---------------- | ----------------------------------------- | ----------------------- | ----- | ------------------------------- |
| 2004–2006        | Gặp nhau cuối tuần                        | Diễn viên               | VTV3  |                                 |
| 2009             | Thăm nhà người nổi tiếng                  | Khách mời               | VTV3  |                                 |
| 2011             | Mic Rubic                                 | Mentor                  | VTC4  |                                 |
| 2012             | Hoa hậu Phu nhân người Việt Thế giới 2012 | Thí sinh                | VFTV  | Đạt giải Á hậu                  |
| 2013             | Kết nối ước mơ (Bước cùng Omar)           | Ban giám khảo           | HTV7  | Vòng casting                    |
| 2013             | Sắc màu ẩm thực                           | MC                      | VFTV  | Tại Mỹ của Trung tâm Thúy Nga   |
| 2013             | Hoa hậu Phu nhân người Việt Thế giới 2013 | Ban giám khảo           | VFTV  | Tại Mỹ cùng Hoa hậu Hà Kiều Anh |
| 2013             | Nam vương người Việt Thế giới 2013        | Ban giám khảo           | VFTV  | Tại Mỹ cùng Hoa hậu Hà Kiều Anh |
| 2013             | Tài tiếu tuyệt mùa 1                      | Diễn viên               | HTV7  |                                 |
| 2014             | Tài tiếu tuyệt mùa 2                      | Diễn viên               | HTV7  |                                 |
| 2014             | Cười là thua                              | Diễn viên (Đội trưởng)  | HTV7  | Xuất hiện nhiều tập             |
| 2015             | Danh hài đất Việt                         | Diễn viên               | THVL  |                                 |
| 2015             | Vitamin cười                              | Diễn viên               | HTV2  |                                 |
| 2015             | Diêm Vương xử án                          | Diễn viên               | THVL  |                                 |
| 2016             | Hội quán tiếu lâm mùa 2                   | Diễn viên (Chủ nhà)     | THVL  |                                 |
| 2016             | Hoán đổi cặp đôi                          | Ban giám khảo (Chủ nhà) | THVL  |                                 |
| 2013, 2016, 2017 | Hội ngộ danh hài                          | Diễn viên và MC         | HTV7  |                                 |
| 2017             | Cháu ơi! Cháu à!                          | Nghệ sĩ khách mời       | VTV3  | Tập 2                           |
| 2017             | Tự hào miền Trung                         | Nghệ sĩ khách mời       | VTV8  | Tập 5                           |
| 2018             | Tâm điểm hôm nay – Ghế nóng               | MC (Khách mời)          | HTV9  |                                 |
| 2018             | Cười xuyên Việt – Tiếu lâm hội            | Ban giám khảo           | THVL  | Tập 11                          |
| 2018             | Đêm tiệc cùng sao                         | Nghệ sĩ khách mời       | VTV3  | Tập 14 và tập 17                |
| 2018             | Lô tô show - Gánh hát ngàn hoa            | Ban giám khảo           | THVL  |                                 |
| 2018             | Kỳ tài lộ diện                            | Ban giám khảo           | THVL  |                                 |
| 2018             | Khẩu vị ngôi sao                          | Nghệ sĩ khách mời       | HTV7  |                                 |
| 2018             | Quyền lực ghế nóng                        | Diễn viên               | VTV3  |                                 |
| 2018             | Ơn giời, cậu đây rồi!                     | Diễn viên               | VTV3  |                                 |
| 2019             | Mở cửa tương lai                          | Nghệ sĩ khách mời       | HTV9  |                                 |
| 2019             | Kẻ thách thức                             | Ban giám khảo           | THVL  |                                 |
| 2019             | Du lịch kỳ thú                            | Nghệ sĩ khách mời       | HTV9  |                                 |
| 2019             | Ký ức vui vẻ                              | Ban giám khảo           | VTV3  |                                 |
| 2019             | Đấu trường âm nhạc                        | Ban giám khảo           | THVL  |                                 |
| 2019             | Sức sống thanh xuân                       | Nghệ sĩ khách mời       | HTV7  |                                 |
| 2019             | Mãi mãi thanh xuân                        | Ban giám khảo           | HTV7  |                                 |
| 2019             | Hát mãi ước mơ                            | Ban giám khảo           | HTV7  |                                 |
| 2019             | 8 Lạng nửa cân                            | Ban giám khảo           | VTV9  |                                 |
| 2019             | Kỳ tài thách đấu                          | Diễn viên               | HTV7  |                                 |
| 2019             | Thiên đường ẩm thực                       | Nghệ sĩ khách mời       | HTV7  |                                 |
| 2019             | 9 Người 10 ý                              | Ban giám khảo           | THVL1 |                                 |
| 2019             | Tối chủ nhật vui vẻ                       | MC                      | VTV3  |                                 |
| 2019             | Tết cùng nhau sum vầy                     | Diễn viên               | HTV7  |                                 |
| 2019             | Gặp nhau là tết                           | Diễn viên               | HTV7  |                                 |
| 2020             | Vượt thành chiến                          | Nghệ sĩ khách mời       | VTV3  |                                 |
| 2020             | Chọn đâu cho đúng                         | Nghệ sĩ khách mời       | VTV3  |                                 |
| 2020             | Chuyện cuối tuần                          | Ban giám khảo           | VTV9  | Chủ đề "Nghệ sĩ và mạng xã hội" |
| 2020             | Chọn ngay đi                              | Nghệ sĩ khách mời       | VTV3  |                                 |
| 2020             | Đấu trường âm nhạc nhí                    | Ban giám khảo           | THVL  |                                 |
| 2020             | Gõ cửa nhà người Việt                     | MC                      | HTV7  |                                 |
| 2020             | A đúng rồi                                | Nghệ sĩ khách mời       | HTV7  |                                 |
| 2020             | Giọng ải giọng ai                         | Ban giám khảo           | HTV7  |                                 |
| 2020             | Gõ cửa thăm nhà                           | MC (Host)               | HTV7  |                                 |
| 2021–2022        | Vợ chồng son (Phiên bản US)               | MC (Host)               | MCTV  | Chương trình công chiếu tại Mỹ  |
| 2021–2022        | Gõ cửa thăm nhà (Phiên bản US)            | MC (Host)               | MCTV  | Chương trình công chiếu tại Mỹ  |
| 2022             | Phụ nữ quyền năng                         | Nghệ sĩ khách mời       | HTV9  |                                 |
| 2023             | Nhà có khách (Phiên bản US)               | MC (Host)               | MCTV  | Chương trình công chiếu tại Mỹ  |
| 2023             | 100 Lần thất bại                          | MC (Host)               | MCTV  | Chương trình công chiếu tại Mỹ  |
| 2024             | Nhà đẹp cùng người nổi tiếng              | MC (Host)               |       | Chương trình công chiếu tại Mỹ  |
| 2024             | Gõ cửa nhà ai đây?                        | MC (Host)               | MCTV  | Chương trình công chiếu tại Mỹ  |

- Và nhiều chương trình truyền hình khác

### Talkshow
| Năm       | Talkshow                     | Kênh        |
| --------- | ---------------------------- | ----------- |
| 2010      | Trò chuyện cuối tuần         | HTV7        |
| 2013      | Tâm tình cùng nghệ sĩ        | Viet New TV |
| 2013      | Chạm tay cùng sao            | Yeah1 TV    |
| 2013      | Vui sống mỗi ngày            | VTV3        |
| 2014      | Gặp gỡ nghệ sĩ               | VnNews      |
| 2015      | Người Khánh Hoà số 41        | HTV         |
| 2015      | Ghế đỏ                       | YanNews     |
| 2017      | Tonight with Việt Thảo       | VFTV        |
| 2017      | Tự hào miền Trung            | VTV8        |
| 2018      | Làm đẹp cùng người nổi tiếng | VTV3        |
| 2018      | Nghệ sĩ đối thoại            | ShohaTV     |
| 2019      | Chuyện nóng cùng sao         | THVL1       |
| 2022      | Trò chuyện cùng Trúc Diễm    | VFTV        |
| 2012–2022 | Văn nghệ cùng Thuý Nga       | VFTV        |
| 2022      | Chuyện phố phường            | VFTV        |
| 2023      | Băng tần nước Mỹ             | IBCTV       |

## Danh sách phim
| Năm         | Tựa phim                                  | Thể loại                  | Vai diễn             | Ghi chú                               |
| ----------- | ----------------------------------------- | ------------------------- | -------------------- | ------------------------------------- |
| 1997        | Cổ tích Việt Nam: Thạch Sanh – Lý Thông   | Phim truyền hình          | Tỳ nữ                |                                       |
| 1998        | Cổ tích Việt Nam: Chàng ngốc phiêu lưu ký | Phim truyền hình          | Người gánh rau       |                                       |
| 2001        | Chiếc chìa khóa vàng                      | Phim điện ảnh             | Hồng                 |                                       |
| 2003        | Giải oan Thị Mầu                          | Phim ngắn                 | Thị Mầu              |                                       |
| 2004        | Một chuyến phiêu lưu                      | Phim truyền hình          | Thuý Tổ trưởng       |                                       |
| 2005        | Lấy vợ Sài Gòn                            | Phim điện ảnh             | Nga                  |                                       |
| 2005        | Khi đàn ông có bầu                        | Phim điện ảnh             | Tú                   |                                       |
| 2005        | Đẻ mướn                                   | Phim điện ảnh             | Bạn của Vân          |                                       |
| 2007        | Tiền ơi                                   | Phim ngắn                 | Thị Mầu              |                                       |
| 2008 - 2009 | Quán ăn vui vẻ                            | Phim truyền hình          | Thuý Nga             |                                       |
| 2009        | Giấc mơ Chí Phèo                          | Phim điện ảnh             | Thị Nở               |                                       |
| 2009        | Cười cái sự đời                           | Phim ngắn                 | vợ Trọc              | Phần 3                                |
| 2011        | Bắc Nam cùng cười                         | Phim ngắn                 | Thanh                |                                       |
| 2012        | Hiếm muộn                                 | Phim truyền hình          | Gái                  | 12 tập                                |
| 2013        | Không phải tôi                            | Phim truyền hình          | bà Diễm              |                                       |
| 2014        | Hai Lúa                                   | Phim điện ảnh             | Mỹ Lệ                |                                       |
| 2015        | Bộ ba rắc rối (Chuyện ba cô nàng)         | Phim điện ảnh             | Tuyết Dung           |                                       |
| 2015        | Ba bà đại chiến                           | Phim ngắn                 | Thúy Nga             |                                       |
| 2016        | Cô dâu đại náo                            | Web drama                 | 5 vai diễn khác nhau | 5 phần                                |
| 2017        | Cali, Trong nhà ngoài phố                 | Phim truyền hình          | Bà ngoại             | Chiếu tại Mỹ trên kênh VFTV           |
| 2019        | Alô! Bác sĩ nghe                          | Phim truyền hình (Sitcom) | Mộng Loan            |                                       |
| 2019        | Nail Biz Đại chiến                        | Phim truyền hình (Sitcom) | Lâm Tâm Năm          | 63 tập                                |
| 2019        | Thả thính là dính                         | Phim truyền hình (Sitcom) | Bộ tứ "Cupid"        | 30 tập                                |
| 2019        | 3D Cung Tâm Kế (Xóm trọ 3D phần hai)      | Phim điện ảnh             | Quý Phu Nhân         |                                       |
| 2019        | Đinh gia tứ hỷ                            | Phim truyền hình (Sitcom) | Hồng Hà              |                                       |
| 2020        | Tết này em thoát ế!                       | Phim ngắn                 | Xuân                 | Chiếu trên Youtube của Thúy Nga       |
| 2020        | Bánh bèo hữu dụng                         | Web drama                 | Mai Chi              | Vai diễn được thay cho Trác Thuý Miêu |

## Các tiết mục biểu diễn tại hải ngoại

### Biểu diễn tạiTrung tâm Thúy Nga–Paris By Night
| STT | Tiết mục                                                  | Thể hiện với                                                                                      | Chương trình                                                           | Năm  |
| --- | --------------------------------------------------------- | ------------------------------------------------------------------------------------------------- | ---------------------------------------------------------------------- | ---- |
| 1   | Hài kịch: Áo Em Chưa Mặc Một Lần (Nguyễn Ngọc Ngạn)       | Chí Tài, Bằng Kiều, Bé Tí                                                                         | Paris By Night 96                                                      | 2009 |
| 2   | Hài kịch: Trẻ Mãi Không Già (Nguyễn Ngọc Ngạn)            | Chí Tài, Hương Thủy, Bé Tí                                                                        | Paris By Night 98                                                      | 2009 |
| 3   | Hài kịch: Thiên Đàng Không Phải Là Đây (Nguyễn Ngọc Ngạn) | Chí Tài, Hương Thủy, Bé Tí                                                                        | Paris By Night 99                                                      | 2010 |
| 4   | Hài kịch: Sao Em Nỡ Vội Lấy Tiền (Nguyễn Ngọc Ngạn)       | Chí Tài, Bằng Kiều, Hương Thủy                                                                    | Paris By Night 100                                                     | 2010 |
| 5   | Chúc Xuân (Lữ Liên)                                       | Việt Hương, Bé Tí                                                                                 | Paris By Night 101                                                     | 2011 |
| 6   | Hài kịch: Mình Bắt Đầu Từ Đây (Nguyễn Ngọc Ngạn)          | Chí Tài, Bằng Kiều, Việt Hương, Hoài Tâm                                                          | Paris By Night 104                                                     | 2011 |
| 7   | Hài kịch: Đệ Tử Chân Truyền (Nguyễn Ngọc Ngạn)            | Bằng Kiều, Việt Hương, Hoài Tâm                                                                   | Paris By Night 105                                                     | 2012 |
| 8   | Kịch: Cha Già Dấu Yêu (Nguyễn Ngọc Ngạn)                  | Chí Tài, Việt Hương, Hoài Tâm                                                                     | Paris By Night 106                                                     | 2012 |
| 9   | Hài kịch: Thể dục Thẩm Mĩ (Nguyễn Ngọc Ngạn)              | Chí Tài, Việt Hương, Hoài Tâm, Hằng Ni, Nhật Bình, Kỳ Duyên                                       | Paris By Night 107                                                     | 2013 |
| 10  | Hài kịch: Hoa hậu Phu Nhân (Nguyễn Ngọc Ngạn)             | Chí Tài, Việt Hương, Hoài Tâm                                                                     | Paris By Night 108                                                     | 2013 |
| 11  | Hài kịch: Tấm Cám Vượt Thời Gian (Nguyễn Ngọc Ngạn)       | Chí Tài, Việt Hương, Hoài Tâm, Hương Thủy                                                         | Paris By Night 109                                                     | 2013 |
| 12  | Hài kịch: Đại Gia Đình                                    | Hoài Linh, Chí Tài, Việt Hương, Hoài Tâm, Bé Tí, Nguyên Khoa, Long Đẹp Trai                       | Paris By Night 109 VIP Party                                           | 2013 |
| 13  | Hài kịch: Ông Táo Chầu Trời (Nguyễn Ngọc Ngạn)            | Bảo Quốc, Việt Hương, Hoài Tâm, Nguyên Khoa, Duy Trường                                           | Paris By Night 110                                                     | 2014 |
| 14  | Hài kịch: Xàm Xí (Nguyễn Ngọc Ngạn)                       | Hoài Linh, Chí Tài, Việt Hương                                                                    | Paris By Night 111                                                     | 2014 |
| 15  | Hài kịch: Cuộc thi Tài Năng Vi Vu (Nụ cười Mới)           | Chí Tài, Việt Hương, Hoài Tâm, Long Đẹp Trai                                                      | Paris By Night 112                                                     | 2014 |
| 16  | Hài kịch: Đại hội Táo Quân (Nguyễn Ngọc Ngạn)             | Hoài Tâm, Duy Trường, Kiều Linh, Chí Tâm                                                          | Paris By Night 113                                                     | 2015 |
| 17  | Hài kịch: Chuyến Xe Cuối Cùng (Hoàng Khánh)               | Hoài Linh, Chí Tài, Hoàng Khánh                                                                   | Paris By Night 116                                                     | 2015 |
| 18  | Hài kịch: Hội Ngộ Táo Quân 2016                           | Chí Tâm, Ngọc Đáng, Quang Minh, Hồng Đào, Hoài Tâm, Thúy Nga, Hương Thủy, Calvin Hiệp, Daniel Phú | Paris By Night Live Show - Hội ngộ Táo Quân (Mừng Xuân Bính Thân 2016) | 2016 |
| 19  | Hài kịch: Đòi Nợ Cuối Năm (Nguyễn Ngọc Ngạn)              | Việt Hương, Hoài Tâm, Nhật Bình                                                                   | Paris By Night 117                                                     | 2016 |
| 20  | Hài kịch: Thần Tiên Cũng Nổi Điên (Trường Giang)          | Hoài Linh, Chí Tài, Trường Giang, Hoài Tâm                                                        | Paris By Night 119                                                     | 2016 |
| 21  | Hài kịch: Kế Hoạch Hoàn Hảo (Huỳnh Tân Khoa)              | Hoài Linh, Chí Tài, Trường Giang, Hoài Tâm                                                        | Paris By Night 120                                                     | 2016 |
| 22  | Hài kịch: Hội Ngộ Táo Quân 2017                           | Chí Tâm, Việt Hương, Hoài Tâm, Ngọc Đáng                                                          | Paris By Night Live Show (Mừng Xuân Đinh Dậu 2017)                     | 2017 |
| 23  | Hài kịch: Chuyện Tình Điêu Thuyền (Nguyễn Ngọc Ngạn)      | Chí Tài, Bằng Kiều, Hoài Tâm, Hương Thủy, Diễm Sương, Bé Nguyệt Cát                               | Paris By Night 121                                                     | 2017 |
| 24  | Hài kịch: Bài Học Nhớ Đời (Nguyễn Ngọc Ngạn)              | Chí Tài, Hoài Tâm, Việt Hương                                                                     | Paris By Night 123                                                     | 2017 |
| 25  | Hài kịch: Cho Nhau Mùa Xuân (Nguyễn Ngọc Ngạn)            | Chí Tài, Việt Hương, Hà Thanh Xuân                                                                | Paris By Night 124                                                     | 2018 |
| 26  | Hài kịch: Một Ngày Ở Tiệm Nail (Nguyễn Ngọc Ngạn)         | Hồng Đào, Hoài Tâm, Việt Hương, Hà Thanh Xuân                                                     | Paris By Night 129                                                     | 2019 |
| 27  | Hài kịch: Tài Khoản Ngân Hàng (Nguyễn Ngọc Ngạn)          | Chí Tài, Việt Hương, Hoài Tâm, Hà Thanh Xuân                                                      | Paris By Night 130                                                     | 2020 |
| 28  | Hài kịch: Duyên Nợ Đầu Năm (Bảo Liêm)                     | Bảo Liêm, Thuý Nga, Hoài Tâm, Hoài Vi                                                             | Paris By Night Live Show (Mừng Xuân Tân Sửu 2021)                      | 2021 |
| 29  | Hài kịch: Tình Thân Vô Giá (Hoàng Khôi)                   | Hoài Tâm, Diệp Tiên, Kim Hiền, Phùng Ngọc Huy, Khôi Nguyên                                        | Paris By Night 131                                                     | 2021 |
| 30  | Hài kịch: Ăn Khế Trả Vàng (Hoàng Khôi)                    | Minh Nhí, Giáng Ngọc, Văn Ruy, Thiện Ngô, Cường Phạm                                              | Paris By Night Tiếu Vương Hội                                          | 2023 |
| 31  | Hài kịch: Mãi Mãi Thanh Xuân (Nhóm kịch Thúy Nga)         | Hoài Linh, Võ Thành Tâm, Phương Trang, Thiện Ngô, Kha Trần                                        | Paris By Night 138                                                     | 2024 |

### Biểu diễn tạiTrung tâm Thúy Nga–Liveshow
| STT | Ngày       | Tên liveshow               | Thể hiện với                                                                            | Địa điểm                                 | Ghi chú                                                                    |
| --- | ---------- | -------------------------- | --------------------------------------------------------------------------------------- | ---------------------------------------- | -------------------------------------------------------------------------- |
| 1   | 28/11/2009 | Live in Reno               | Lê Tín                                                                                  | Peppermill Resort, Spa and Casino        |                                                                            |
| 2   | 08/04/2012 | Số Đỏ                      | Bằng Kiều, Bé Mập, Bé Tí                                                                | Saigon Performing Arts Center            |                                                                            |
| 3   | 06/12/2013 | Australia Tour             | Nguyên Khoa                                                                             | Revesby Workers Club, Sydney             |                                                                            |
| 4   | 07/12/2013 | Australia Tour             | Nguyên Khoa                                                                             | Dallas Brooks Center, Melbourne          |                                                                            |
| 5   | 08/12/2013 | Australia Tour             | Nguyên Khoa                                                                             | Convention & Exhibition Centre, Brisbane |                                                                            |
| 6   | 12/04/2014 | Tình Ca Lam Phương         | Minh Nhí                                                                                | Barona Arena, Phần Lan                   |                                                                            |
| 7   | 20/04/2014 | Tình Ca Lam Phương         | Minh Nhí                                                                                | Weser Ems Hallen, Oldenburg, Đức         |                                                                            |
| 8   | 23/01/2016 | Hội Ngộ Táo Quân           | Chí Tâm, Ngọc Đáng, Quang Minh, Hồng Đào, Hoài Tâm, Hương Thủy, Calvin Hiệp, Daniel Phú | Pechanga Resort and Casino               | Paris By Night Live Show (Mừng Xuân Bính Thân 2016) - Phát hành 07/02/2016 |
| 9   | 22/08/2021 | Song Ca - Gọi Tên Ngày Mới | Hoài Tâm                                                                                | Pechanga Resort and Casino               |                                                                            |

### Biểu diễn tạiTrung tâm Thúy Nga– DVD
| STT | Tên DVD          | Năm  | Ghi chú                                        |
| --- | ---------------- | ---- | ---------------------------------------------- |
| 1   | Mẹ và người tình | 2009 | Trung tâm Thuý Nga đại diện phát hành sản phẩm |
| 2   | Hiếm muộn        | 2012 | Trung tâm Thuý Nga đại diện phát hành sản phẩm |
| 3   | Sắc màu ẩm thực  | 2013 | Trung tâm Thuý Nga đại diện phát hành sản phẩm |
| 4   | Em và ngôi sao   | 2014 | Trung tâm Thuý Nga đại diện phát hành sản phẩm |

- Các tiết mục khác tại các show diễn và các chuyến lưu diễn quanh tiểu bang Hoa Kỳ và Thế Giới.

## Liveshow

### Xin Lỗi Em Chỉ Là...Con Quỷ:
Ở Mỹ
1. Ca nhạc - Anh Thì Không (Thúy Nga - Daniel Phú)
2. Ca nhạc - Con Gái Bây Giờ - Tóc Em Đuôi Gà (Trung Dũng)
3. Hài kịch - Á hậu Dạo Phố (Thúy Nga)
4. Hài kịch - Tại Sao Bị Đánh (Thúy Nga - Văn Ruy - Calvin Hiệp - Minh Dũng)
5. Ca nhạc - Con Đường Màu Xanh (Trịnh Nam Sơn)
6. Ca nhạc - Chị Tôi (Thúy An)
7. Ca nhạc - Mẹ Tôi (Leon Vũ - Andy Thái)
8. Hài kịch - Tập Quán (Thúy Nga)
9. Hài kịch - Bà Tôi (Thúy Nga - Bé Tí - Vũ Quang Trung - Nguyên Khoa)
10. Ca nhạc - Ngày Mai Nắng Lên Anh Sẽ Về (Hoàng Anh Khang)
11. Ca nhạc - Người Yêu Cô Đơn (Tuấn Vũ)
12. Hài kịch - Sâm Cô Đơn (Thúy Nga)
13. Hài kịch - Cặp Đôi Hoàn Cảnh (Thúy Nga - Minh Nhí - Văn Ruy - Minh Dũng - Nguyên Khoa - Leon Vũ - Triệu Mỹ Ngân)
14. Ca nhạc - Lâu đài Tình ái (Châu Tuấn Mai Vy)
15. Ca nhạc - Xiết Chặt Bàn Tay (Hương Lan)
16. Hài kịch - Hâm Nóng (Thúy Nga)
17. Hài kịch - Đêm Kinh Hoàng (Thúy Nga - Bảo Quốc - Chí Tài - Trang Thanh Lan - Hữu Nghĩa)
18. Ca nhạc - Người Về Từ Lòng Đất (Trizzie Phương Trinh - Trung Thành)

### Xin Lỗi Em Chỉ Là...:
Ở Hà Nội
- Tương tự Liveshow: Xin Lỗi Em Chỉ Là...Con Quỷ

### Cô Gái Tà Tữa Tường Ten:
Ở Thành phố Hồ Chí Minh
1. Ca nhạc hài kịch - Nữ quái làng hài (Minh Anh): Thúy Nga - Don Nguyễn
2. Ca nhạc - Cafe Sài Gòn (Vũ Đình Vũ): Tin Tin
3. Hài kịch - Cô gái Tà Tữa Tường Ten P1: Thúy Nga - Trịnh Minh Dũng - Xuân Nghị - Hữu Đằng - Duy Vũ - Thanh Hùng
4. Ca nhạc - Ở hai đầu nỗi nhớ (Phan Huỳnh Điểu): Long Nhật
5. Ca nhạc - Sao chưa thấy hồi âm (Châu Kỳ): Thanh Duy Idol
6. Hài kịch - Cô gái Tà Tữa Tường Ten P2: Thúy Nga - Lê Nam - Bảo Bảo - Hữu Đằng - Trịnh Minh Dũng
7. Ca nhạc - OK Nara (Nhạc nước ngoài): Đỗ Phú Quy
8. Hài kịch - Cô gái Tà Tữa Tường Ten P3: Thúy Nga - Minh Dự - Lê Nam - Bảo Bảo - Hữu Đằng - Trịnh Minh Dũng - Lu Dương - Thanh Phong
9. Ca nhạc - Dấu chân kỷ niệm (Thúc Đăng): Tố My
10. Hài kịch - Cuộc gặp gỡ: Thúy Nga - Quốc Thuận - Tố My
11. Hài kịch - Đất thiêng P1: Thúy Nga - Hữu Tín - Lạc Hoàng Long - Xuân Tiến - Duy Vũ
12. Ca nhạc hài kịch - Để Mị nói cho mà nghe: Hồng Vân
13. Hài kịch - Đất thiêng P2: Thúy Nga - Hồng Vân - Minh Nhí - Chí Tài - Thanh Hùng - Di Dương - Bảo Bảo - Đinh Mạnh Phúc
14. Ca nhạc - Tôi là Thúy Nga (Phi Bằng): Bào Ngư

## Giải thưởng
Tiêu biểu:
| Năm  | Hạng mục                                                                                   | Ghi chú      |
| ---- | ------------------------------------------------------------------------------------------ | ------------ |
| 1996 | Huy chương vàng Diễn viên xuất sắc tại Liên hoan Sân khấu Kịch nói Chuyên nghiệp Toàn quốc |              |
| 1999 | Huy chương vàng Hội diễn sân khấu chuyên nghiệp toàn quốc                                  |              |
| 2001 | Nhóm hài trẻ được yêu thích (do Câu lạc bộ Bạn trẻ chiều thứ năm bình chọn)                |              |
| 2003 | Nghệ sĩ được yêu thích – Gala cười                                                         |              |
| 2003 | Nhóm hài được yêu thích nhất – Gala cười                                                   |              |
| 2003 | Giải Mai vàng (do khán giả báo Người lao động bình chọn)                                   |              |
| 2004 | Nghệ sĩ xuất sắc nhất (do khán giả mạng Vietnamnet bình chọn) – Gala cười                  |              |
| 2004 | Nghệ sĩ được yêu thích – Gala cười                                                         |              |
| 2004 | Giải nghệ sĩ có giọng nói ngọt ngào nhất – Gala cười                                       | Giải phụ     |
| 2004 | Nhóm hài được yêu thích nhất – Nụ cười vàng                                                |              |
| 2004 | Nghệ sĩ hài được yêu thích nhất – Nụ cười vàng                                             |              |
| 2004 | Nhóm hài được yêu thích nhất (do độc giả Báo Sân khấu bình chọn)                           |              |
| 2004 | Giải Cù nèo vàng                                                                           |              |
| 2005 | Nghệ sĩ xuất sắc nhất (do Hội đồng giám khảo bình chọn) – Gala cười                        |              |
| 2005 | Nghệ sĩ được yêu thích – Gala cười                                                         |              |
| 2009 | Huy chương bạc Hội diễn sân khấu kịch nói chuyên nghiệp Toàn Quốc                          |              |
| 2010 | HTV Awards lần thứ 4: Nghệ sĩ hài được yêu thích nhất                                      |              |
| 2012 | Á hậu Phu nhân Người Việt Thế giới 2012                                                    |              |
| 2012 | Giải Người đẹp Tài năng – Hoa hậu Phu nhân Người Việt Thế giới 2012                        |              |
| 2019 | Đại sứ áo dài nhân ái                                                                      | Bảng nghệ sĩ |
| 2021 | Nút bạc YouTube                                                                            | 3 Nút bạc    |

- Và nhiều giải thưởng lớn – nhỏ khác.

## Từ thiện
Là một trong những nghệ sĩ nổi tiếng Việt Nam, Thúy Nga luôn dành nhiều thời gian và công sức của mình trong việc làm từ thiện ở các nơi còn nhiều khó khăn trên khắp mọi miền đất nước. Với tâm niệm hướng thiện và sẻ chia những điều tốt đẹp để gặp lại được nhiều điều tốt lành trong cuộc sống.
Không ngừng lại trong nước, Thúy Nga còn làm từ thiện ở một số nơi có kiều bào Việt ở hải ngoại và còn giúp đỡ những người vô gia cư trên đất Mỹ nơi cô đang sống.
Thuý Nga liên tục về nước làm từ thiện cùng các sư thầy Phật tử trong nước, đồng thời cô chia sẻ hình ảnh và các hoạt động từ thiện qua các đoạn livestream, các bài báo qua facebook và qua 3 kênh youtube cá nhân.

### Chương trình từ thiện:
- Mở cửa tương lai
- Gắn kết yêu thương
- Nhiều chương trình từ thiện khác